# Oltre il pianeta del vento
Oltre il pianeta del vento è un romanzo di fantascienza di Paolo Aresi, pubblicato per la prima volta nel 2004 nella collana Urania come vincitore del Premio Urania nello stesso anno.

## Storia editoriale
Il romanzo, originariamente intitolato La scala infinita, è risultato vincitore della XV edizione del Premio Urania e pubblicato nel n. 1492 della serie principale di Urania nel novembre 2004.
Una nuova edizione digitale è apparsa nella collana Odissea Fantascienza di Delos Digital nel maggio 2016, seguita dall'edizione a stampa nel 2017.

## Trama
Un equipaggio parte da Marte a bordo dell'astronave Leonardo da Vinci per esplorare Alpha Centauri, Tau Ceti ed Epsilon Eridani, ma devia verso il remoto sistema di Scultore dopo l'individuazione di un enigma artificiale. Su Scultore, violenti uragani hanno scolpito un paesaggio di guglie; fra le rocce viene rinvenuta un'enorme struttura che indirizza la spedizione verso altri mondi. Le tappe successive (il pianeta Acqua, ricco di manufatti sommersi, e infine Ambra) rivelano indizi di un'intelligenza sconosciuta che sembra invitare l'umanità a proseguire il cammino. Su Ambra svetta una scalinata di marmo larga settecento metri, lunga tredici chilometri e alta nove, che può essere percorsa solo a piedi: Estevan Flores, ufficiale della missione, intravede in quella prova la chiave per comprendere il tempo e l'evoluzione della coscienza.

## Personaggi
Estevan FloresUfficiale ossessionato dal mistero che guida la spedizione.

## Accoglienza critica
Alessandro Vietti ha messo in luce il respiro dei grandi classici della space opera e il forte sense of wonder del romanzo che lo pone sulla scia di autori quali Simak e Bradbury; Silvio Sosio ha evidenziato l'analogia tematica con il film Interstellar uscito 10 anni dopo, definendo il romanzo "una cavalcata spaziale" che unisce rigore scientifico e tensione metafisica.

## Riconoscimenti
- Premio Urania 2004 (XV edizione).[5]

## Edizioni
- Oltre il pianeta del vento, collana Urania, n. 1492, Mondadori, 2004.
- Oltre il pianeta del vento, collana Odissea Fantascienza, n. 18, Delos Digital, 2016, ISBN 9788865306765.
- Oltre il pianeta del vento, Delos Digital, 2017, ISBN 9788825400427.